# 소니 라즈단
소니 라즈단 ( 1956년 10월 25일 출생)는 Soni 라는 이름으로도 알려진 영국의 여배우이자 인도 힌디어어 영화 에서 활동하는 영화 감독입니다. 그녀는 1980년대와 1990년대 초반에 주요 여배우로 자리매김했습니다. 그녀는 Filmfare Award 후보에 오른 것 외에도 ITA Award를 포함한 여러 상을 수상했습니다.
인도 영화계의 Bhatt 계열 에 속함. 그녀는 1981년 영화 '36 Chowringhee Lane '에서 로즈마리 역으로 연기 데뷔를 했습니다. 그녀에게 돌파구가 된 작품은 드라마 영화 Saaransh (1984)로, 벵골 영화 저널리스트 협회상 여우주연상 과 필름페어상 여우조연상 후보에 오르는 쾌거를 이루었습니다. 라즈단은 1998년 캐나다 영화 Such a Long Journey 에 출연하면서 다시 한번 주목을 받게 되었습니다. 라즈단의 다른 주요 작품으로는 Mandi (1983), Trikal (1985), Khamosh (1985), Such a Long Journey (1998), Raazi (2018), Yours Truly (2018) 등이 있습니다. 라즈단은 또한 The Verdict - State vs Nanavati (2019), Out of Love (2019), This Way Up (2019), Call My Agent: Bollywood (2021) 등 많은 OTT 시리즈에서 주연을 맡았습니다.

## 개인 생활
Razdan은 1986년 4월 20일 인도 영화 감독 Mahesh Bhatt와 결혼했습니다. 그들에게는 작가 샤힌 바트와 배우 알리아 바트라는 두 딸이 있습니다. 그녀는 또한 Pooja Bhatt 와 Rahul Bhatt 의 계모이기도 합니다. 라즈단은 인터뷰에서 남편이 아이들의 삶에 별로 관심을 두지 않았기 때문에 주로 싱글맘으로 아이들을 키웠다고 말했습니다.

## 참고문헌
1. ↑  “Soni BHATT”. 《gov.uk》. 2024년 12월 6일에 원본 문서에서 보존된 문서. 2023년 7월 27일에 확인함.
2. ↑  “Mahesh Bhatt's father didn't abandon either of his two wives, his claims about being illegitimate are 'dishonest': Nephew Dharmesh Darshan”. 2023년 10월 25일.
3. ↑  “Rediff On The Net, Movies: An interview with Soni Razdan”. 2016년 3월 3일에 원본 문서에서 보존된 문서. 2015년 5월 29일에 확인함.
4. ↑  Unny, Divya (2014년 7월 9일). “That sassy girl”. 《Open》. 2020년 10월 11일에 원본 문서에서 보존된 문서. 2020년 5월 16일에 확인함.